# Berchères-les-Pierres
Berchères-les-Pierres is een gemeente in het Franse departement Eure-et-Loir (regio Centre-Val de Loire). De plaats maakt deel uit van het arrondissement Chartres. Berchères-les-Pierres telde op 1 januari 2022 1.000 inwoners.

## Geografie
De oppervlakte van Berchères-les-Pierres bedroeg op 1 januari 2022 19,83 vierkante kilometer; de bevolkingsdichtheid was toen 50,4 inwoners per km².

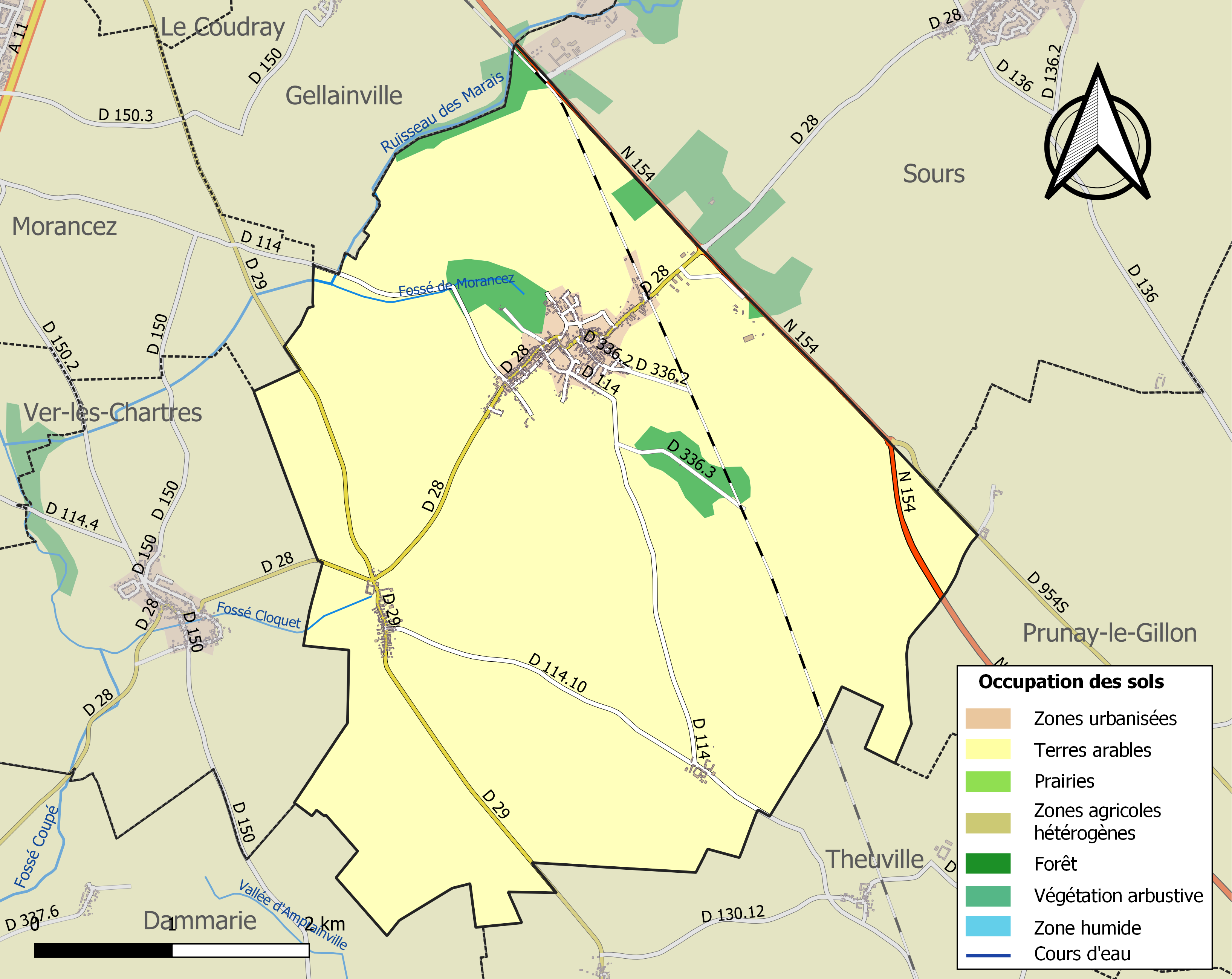
Kaart van de gemeente met belangrijkste infrastructuur, bodemgebruik en omliggende gemeenten

## Demografie
Onderstaande figuur toont het verloop van het inwonertal (bron: INSEE-tellingen).